# Versor

Zeigerdiagramm einer Spannung in der komplexen Ebene mit dem Phasenwinkel

Unter einem Versor (dt. für „Dreher“)  wird insbesondere im Rahmen der theoretischen Elektrotechnik in Anwendungsbereichen wie der komplexen Wechselstromrechnung eine besondere Schreibweise bzw. mathematische Notation von komplexen Zahlen verstanden.
Eine komplexe Zahl {\displaystyle {\underline {c}}=a\cdot \mathrm {e} ^{\mathrm {j} \varphi }} mit der imaginären Einheit {\displaystyle \mathrm {j} } wird bei dieser Form dargestellt mit dem winkelförmigen Versorzeichen {\displaystyle {\underline {c}}=a{\big /}\!\!\!{\underline {\;\,\varphi }}} und gelesen als: {\displaystyle c} ist gleich {\displaystyle a} Versor {\displaystyle \varphi }.
Dabei sind
- {\displaystyle a} der Betrag der komplexen Zahl {\displaystyle {\underline {c}}}
- {\displaystyle \varphi } das Argument der komplexen Zahl {\displaystyle {\underline {c}}}
- {\displaystyle \mathrm {e} } die Basis der (natürlichen) Exponentialfunktion.

Durch diese Versorschreibweise vermeidet man den Exponenten und gibt dem Argument dieselbe Schreibzeile und dieselbe Zeichengröße wie dem Betrag. Die Schreibweise kann für einen rotierenden, also zeitabhängigen Zeiger stehen und auch für einen ruhenden, zeitunabhängigen Zeiger.
Ein Drehzeiger {\displaystyle {\underline {u}}={\hat {u}}\cdot \mathrm {e} ^{\mathrm {j} (\omega t+\alpha )}={\hat {u}}\,{\big /}\!\!\!{\underline {\,\;\omega t+\alpha _{\,}}}} kann in der komplexen Ebene durch einen Zeiger der Länge {\displaystyle {\hat {u}}} dargestellt werden, der mit der Winkelgeschwindigkeit {\displaystyle \omega } um den Nullpunkt rotiert. Durch diese Notation ergibt sich eine anschauliche Darstellung von sinusförmigen Wechselgrößen mit einem rotierenden Zeiger oder Drehzeiger in der komplexen Ebene.
Der darin enthaltene Faktor {\displaystyle {\hat {u}}\cdot \mathrm {e} ^{\mathrm {j} \alpha }={\hat {u}}\,{\big /}\!\!\!{\underline {\;\,\alpha _{\,}}}} ist ein ruhender Zeiger, der auch als komplexe Amplitude oder Phasor bezeichnet wird.